# Bombardement du bâtiment de l'administration régionale de Mykolaïv
Le bombardement du bâtiment de l'administration régionale de Mykolaïv est survenu le 29 mars 2022 au cours de la bataille de Mykolaïv lorsque les forces russes ont bombardé le siège de l'administration régionale.

## Frappe aérienne
La frappe de missile a laissé la moitié du bâtiment détruite, laissant un trou massif à l'intérieur de la structure du bâtiment et déclenchant de nombreux incendies. La mairie a été détruite.
La frappe aérienne a fait 15 morts et 33 blessés.
Le gouverneur Vitaliy Kim a dormi trop longtemps cette nuit-là, l'empêchant d'aller travailler et lui sauvant la vie. Le maire a déclaré que huit personnes étaient toujours piégées sous les décombres et que trois soldats étaient toujours portés disparus.
Le président ukrainien Volodymyr Zelensky a confirmé les informations sur la frappe aérienne peu de temps après dans une vidéo au Folketing danois.